# Кињонерија
Кињонерија (шп. Quiñonería) је општина у покрајини Сорија у аутономној заједници Кастиља и Леон, Шпанија.